# Boudewijn II van Gent
Boudewijn II van Gent, bijgenaamd de Dikke, was heer van Aalst. Hij volgde in 1082 zijn overleden vader op.
Hij kwam in conflict met Amalrik, heer van Ninove. Hij plunderde Okegem maar werd gevangengenomen door Amalrik. Pas na bemiddeling van de Vlaamse graaf werd hij vrijgelaten.
In 1096 trok hij samen met zijn broer Giselbert op kruistocht, maar hij sneuvelde te Nicea in 1097. Zijn echtgenote Reinewif gaf aan de St. Pietersabdij voor zijn zielenrust een mansus te Burst. 
Zijn zuster Gertrude huwde met Arnold II, heer van Ardres. Zijn broer Giselbert kocht het vrije erfgoed Hof ten Berge in 1088 maar schonk het, voordat hij naar het Heilig land vertrok, aan de abdij van Affligem. Ook een gebied bij Lede, Meerhem genoemd, schonk hij aan geestelijken om er een klooster op te richten.